# Легв, Тоуки о
То́уки Ха́нусарсон о Легв (фар. Tóki Hanusarson á Lógv; род. 1 мая 2004 года в Клаксвуйке, Фарерские острова) — фарерский футболист, нападающий клуба «Б68».

## Клубная карьера
Тоуки является воспитанником клаксвуйкского «КИ». 19 марта 2021 года он дебютировал во взрослом футболе за вторую команду родного клуба, отыграв 88 минут в матче первого дивизиона против «Скоалы». Всего в своём первом сезоне на счету форварда было 10 безголевых игр. 24 июня 2022 года Тоуки забил первый мяч в карьере, поразив ворота второй команды «Б36» в первой фарерской лиге. Единственной встречей игрока за первый состав «КИ» стала победная игра за Суперкубок Фарерских островов с «Викингуром», состоявшаяся 26 февраля 2023 года. В составе «КИ II» Тоуки выступал вплоть до окончания сезона-2024, суммарно приняв участие в 70 матчах первого дивизиона и забив в них 6 голов.
В феврале 2025 года Тоуки перешёл из «КИ II» в тофтирский «Б68», подписав контракт сроком на 1 сезон.

## Международная карьера
В 2018 году Тоуки провёл 2 игры в составе юношеской сборной Фарерских островов (до 15 лет). 6 июня 2021 года он дебютировал за юношескую сборную архипелага до 19 лет, заменив Маттиаса Йоэнсена на 77-й минуте матча против сверстников из Исландии. В 2022 году форвард принял участие ещё в 5 матчах за сборную этой возрастной категории.

## Достижения
«КИ»
- Обладатель Суперкубка Фарерских островов (1): 2023